# 1943年の航空
< 1943年
1942年の航空 - 1943年の航空 - 1944年の航空

## 航空に関する出来事

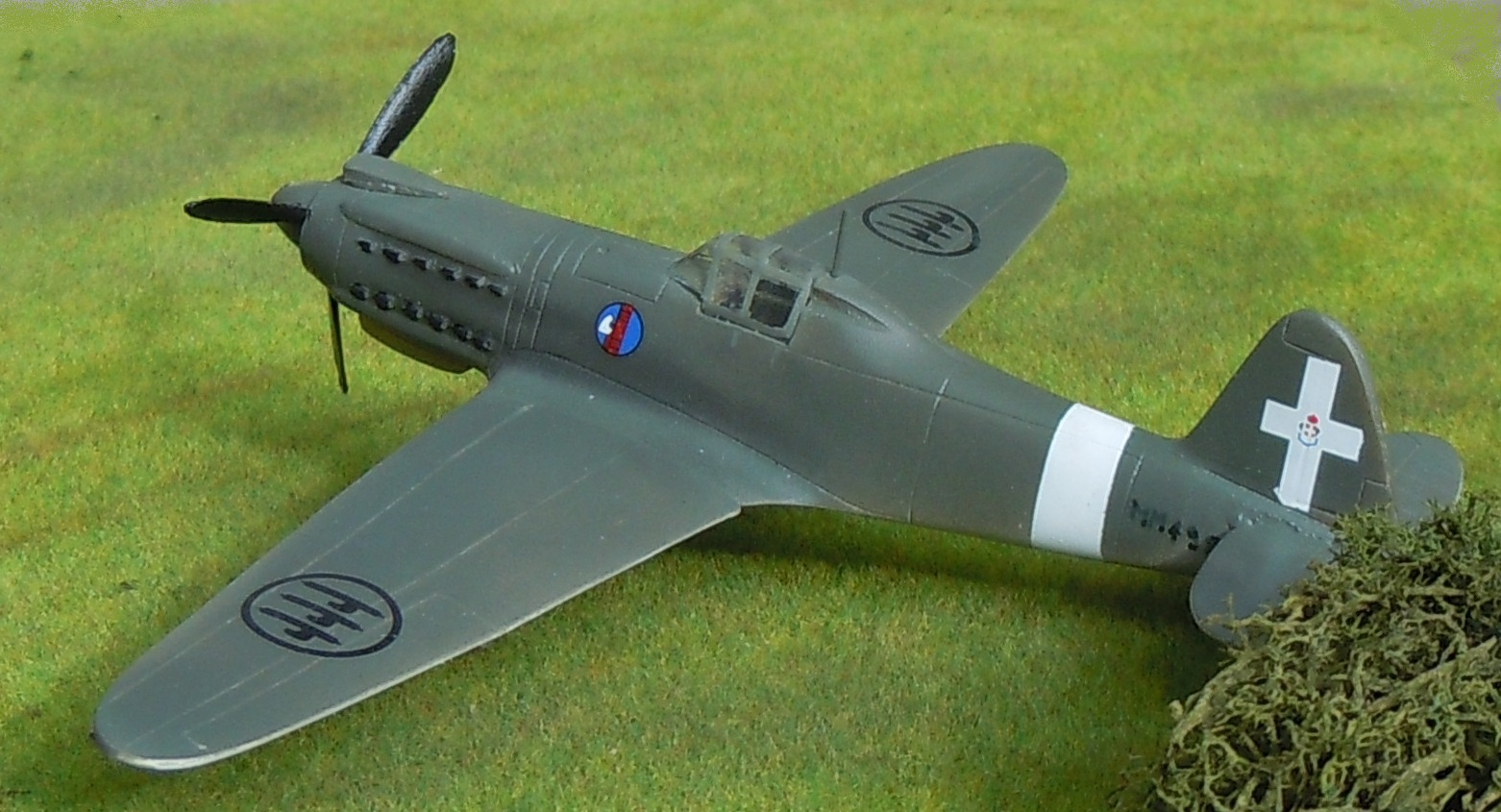
カプロニ・ヴィッツォーラ F.6Z（模型）

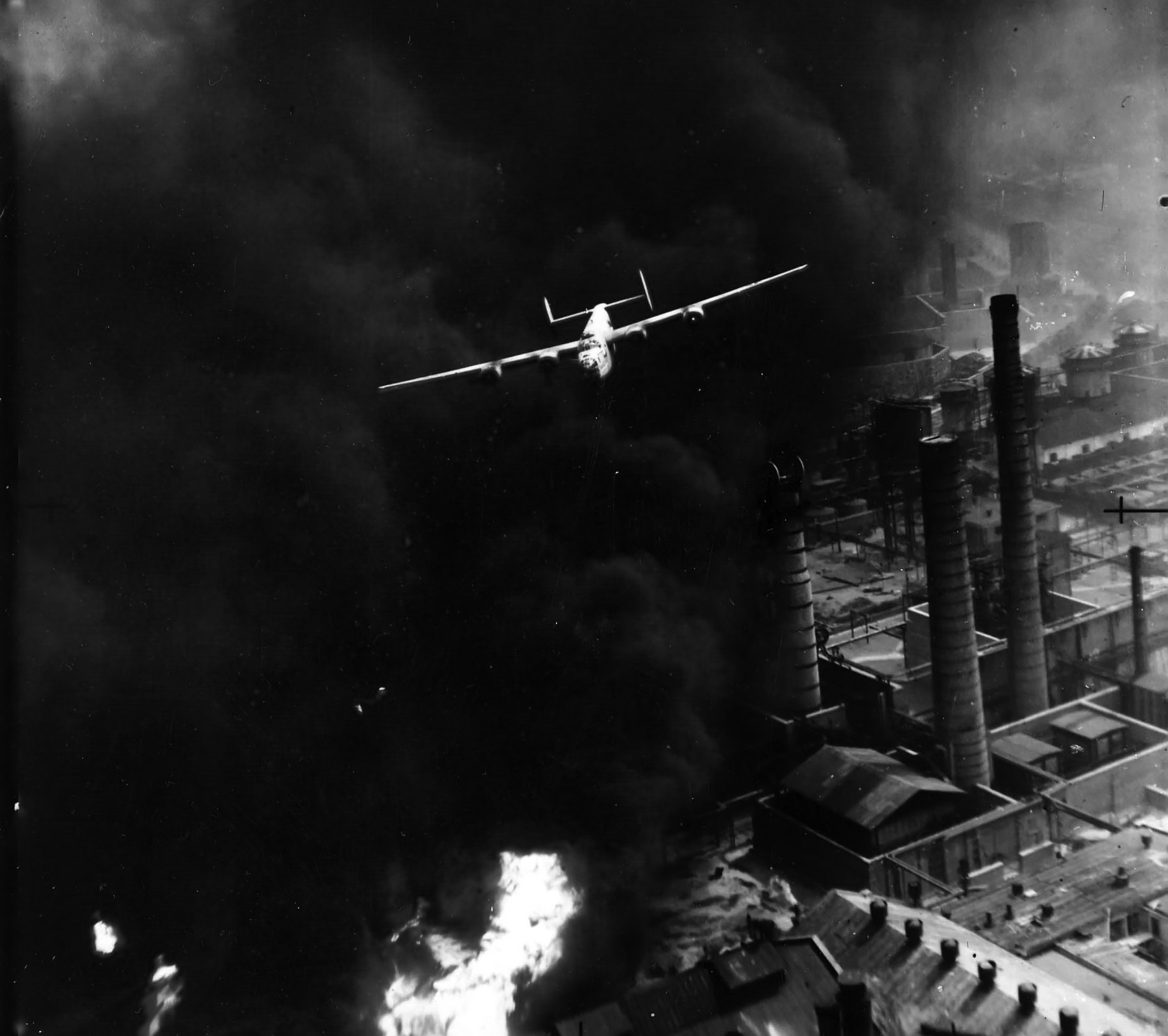
ルーマニア油田に対する爆撃を行うB-24

- 1月27日 - アメリカ陸軍航空隊の、ドイツに対する昼間爆撃が開始された。
- 1月30日 - イギリス空軍の、デ・ハビランド モスキートによる初めてのベルリンの昼間攻撃を行った。
- 3月5日 - 英国のジェット戦闘機、グロスター ミーティアのプロトタイプが初飛行した。
- 4月18日 - 日本の連合艦隊長官、山本五十六が乗った一式陸攻が、アメリカ陸軍のP-38 ライトニングによって撃墜された。
- 5月17日〜18日 - イギリス空軍第617飛行中隊のアブロ ランカスターが改造されて、ダムバスター作戦に使用された。（チャスタイズ作戦）
- 6月15日 - 世界初のジェット推進爆撃機、ドイツのアラドAr234ブリッツが初飛行。
- 6月21日 - イギリスでテスト任務を実施するための適切な訓練をパイロットに施すことを目的とする、帝国テストパイロット学校が創立された。
- 6月24日〜25日 - イギリス空軍がハンブルクを攻撃するGomorrah作戦で、ドイツ軍のレーダーを無効とするための、「ウィンドウ」と命名されたチャフを初めて使用した。
- 7月18日 - アメリカ海軍の飛行船、K-74がドイツの潜水艦によって撃墜された。第二次世界大戦で敵の攻撃によって失われた唯一の飛行船となった。
- 7月27日 - アメリカ空軍のジョゼフ・ダックワースとラルフ・オヘアが、AT-6テキサンで初めてハリケーンの中心をめざし飛行を行った。気象観測飛行が行われる契機となった。
- 8月 - イタリアの戦闘機の試作機カプロニ・ヴィッツォーラ F.6Zが初飛行。
- 8月1日 - 12機の撃墜記録をもつソ連労農赤軍航空隊の女性エース・パイロット、リディア・リトヴァクが撃墜された。
- 8月1日 - アメリカ陸軍航空隊のB-24 リベーターが、リビアからルーマニアのプロイェシュティ油田を爆撃した。（タイダルウェーブ作戦）
- 8月17日 - ドイツ軍が開発した世界初の動力付き誘導爆弾、Hs 293が実戦で使用された。
- 9月9日 - イタリアの戦艦、ローマが、ナチス・ドイツが開発した無線誘導爆弾、フリッツXで沈められた。
- 9月12日 - 身柄を拘束されたムッソリーニを救出する作戦がオットー・スコルツェニーらによって、Fi 156などを使って行われた。（グラン・サッソ襲撃）
- 9月20日 - イギリスの2番目のジェット戦闘機、デ・ハビランド バンパイアの原型機が初飛行した。
- 9月22日〜24日 - エルンスト・ヤクマンが、上昇気流に乗って、単座グライダーで55時間51分の飛行を行う。

## 1943年に初飛行した機体の画像

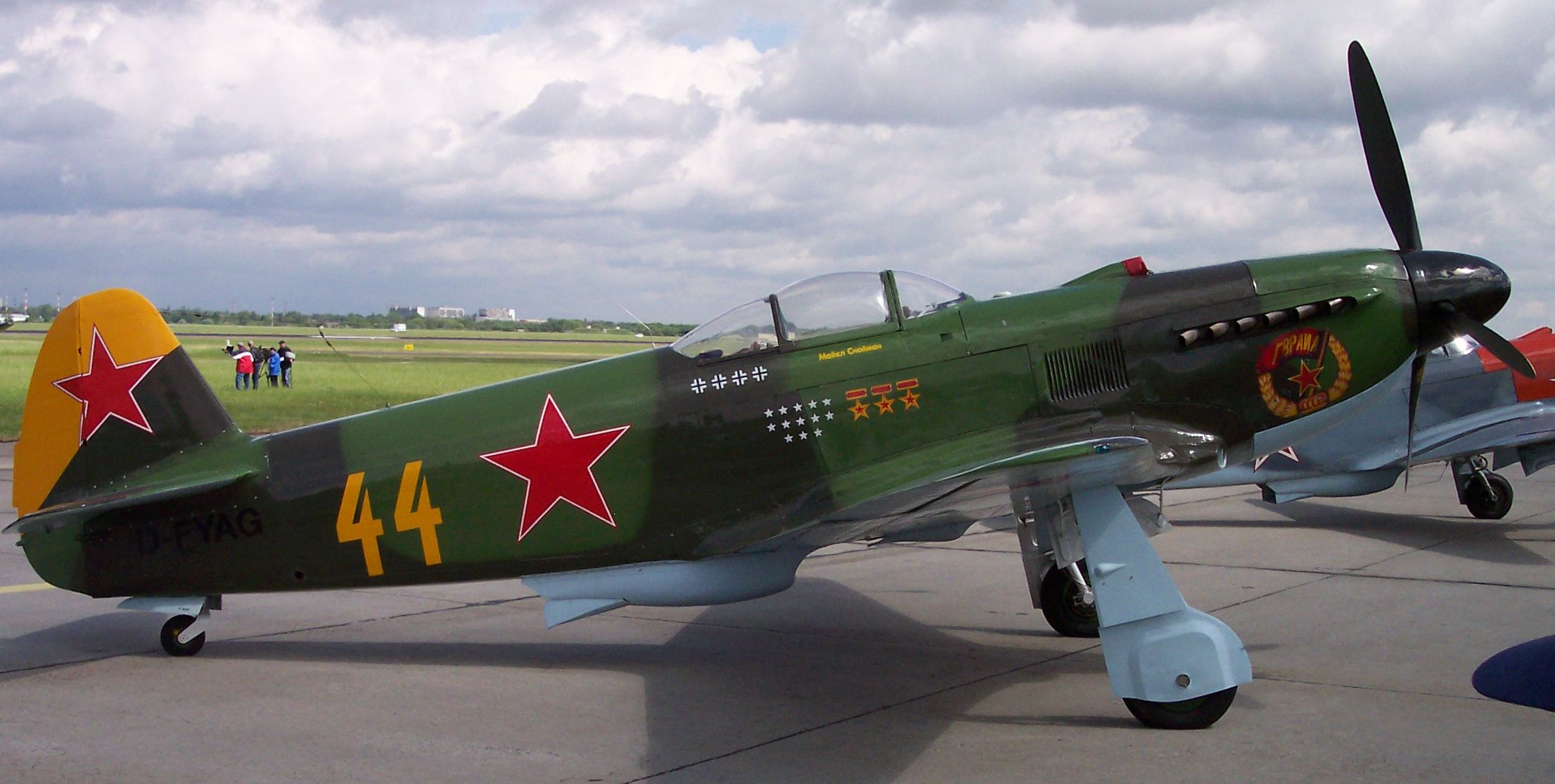
Yak-3 （4月）
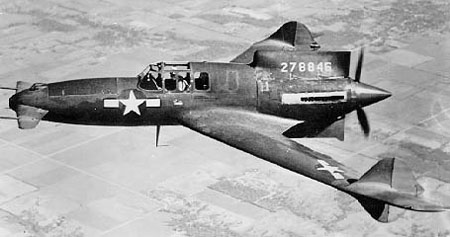
JXP-55 (7月19日）
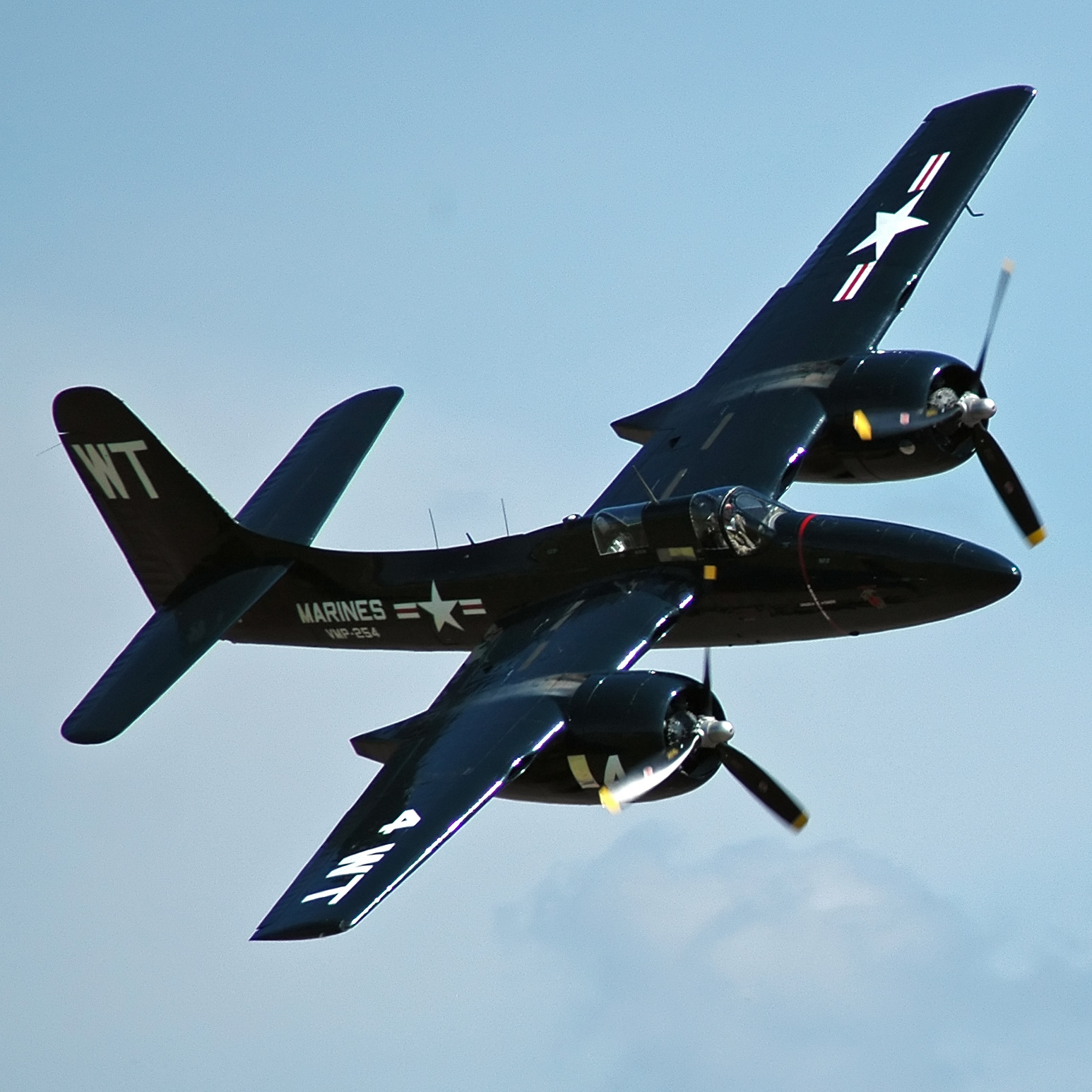
F7F （11月2日）